# Imanato zaidí
El Estado Zaidí de Yemen, también conocido como el Imanato zaidí y el Estado qasimí, fue un estado zaidí que controló la región del Gran Yemen, que fue fundado by al-Mansur al-Qasim en 1597 y absorbió gran parte del Eyalato de Yemen en 1628 y completamente expulsaron a los otomanos de Yemen en 1638. El Imanato zaidí continuo existiendo hasta el siglo 18 y 19, pero gradualmente separado en pequeños estados. El más notable de estos estados fue el Sultanato de Lahij; la mayoría de estos estados  (excepto Lahij) fueron reclamados por los otomanos y reincorporado en el restaurado Eyalato de Yemen en 1849.

## Fondo
Los miembros de la tribu zaidí vivían en las tierras altas del norte, particularmente los de Hashid y Bakil, resistieron constantemente el dominio otomano en Arabia. Justificando su presencia en Yemen como un triunfo del Islam, los otomanos acusaron a los zaidíes de ser infieles. Hassan Pasha fue nombrado gobernador de Yemen, que disfrutó de un período de relativa paz de 1585 a 1597. Los alumnos de al-Mansur al-Qasim sugirieron que reclamara el imanato y luchara contra los turcos. Al principio se negó, pero se enfureció por la promoción de la escuela de jurisprudencia Hanafi. a expensas del Zaydismo.

## Historia

### Proclamación y expansión
Al-Mansur al-Qasim proclamó el imanato en septiembre de 1597, que fue el mismo año en que las autoridades otomanas inauguraron la mezquita al-Bakiriyya. En 1608, el imán Al-Mansur al-Qasim (el victorioso) recupero el control sobre las tierras altas y firmó una tregua de 10 años con los otomanos. Cuando el Imam al-Mansur al-Qasim murió en 1620, su hijo Al-Mu'ayyad Muhammad lo sucedió y confirmó la tregua con los otomanos. En 1627, los otomanos perdieron Adén y Lahij. 'Abdin Pasha recibió la orden de reprimir a los rebeldes, pero fracasó y tuvo que retirarse a Moca.  Después de Al-Mu'ayyad Muhammad expulsó a los otomanos de Saná en 1628, solo Zabid y Moca permanecieron bajo posesión otomana. Al-Mu'ayyad Muhammad capturó Zabid en 1634 y permitió que los otomanos abandonaran Moca en paz. Las razones detrás de la victoria de Al-Mu'ayyad Muhammad fueron que las tribus tenían armas de fuego y el hecho de que estaban unificados bajo su mando.

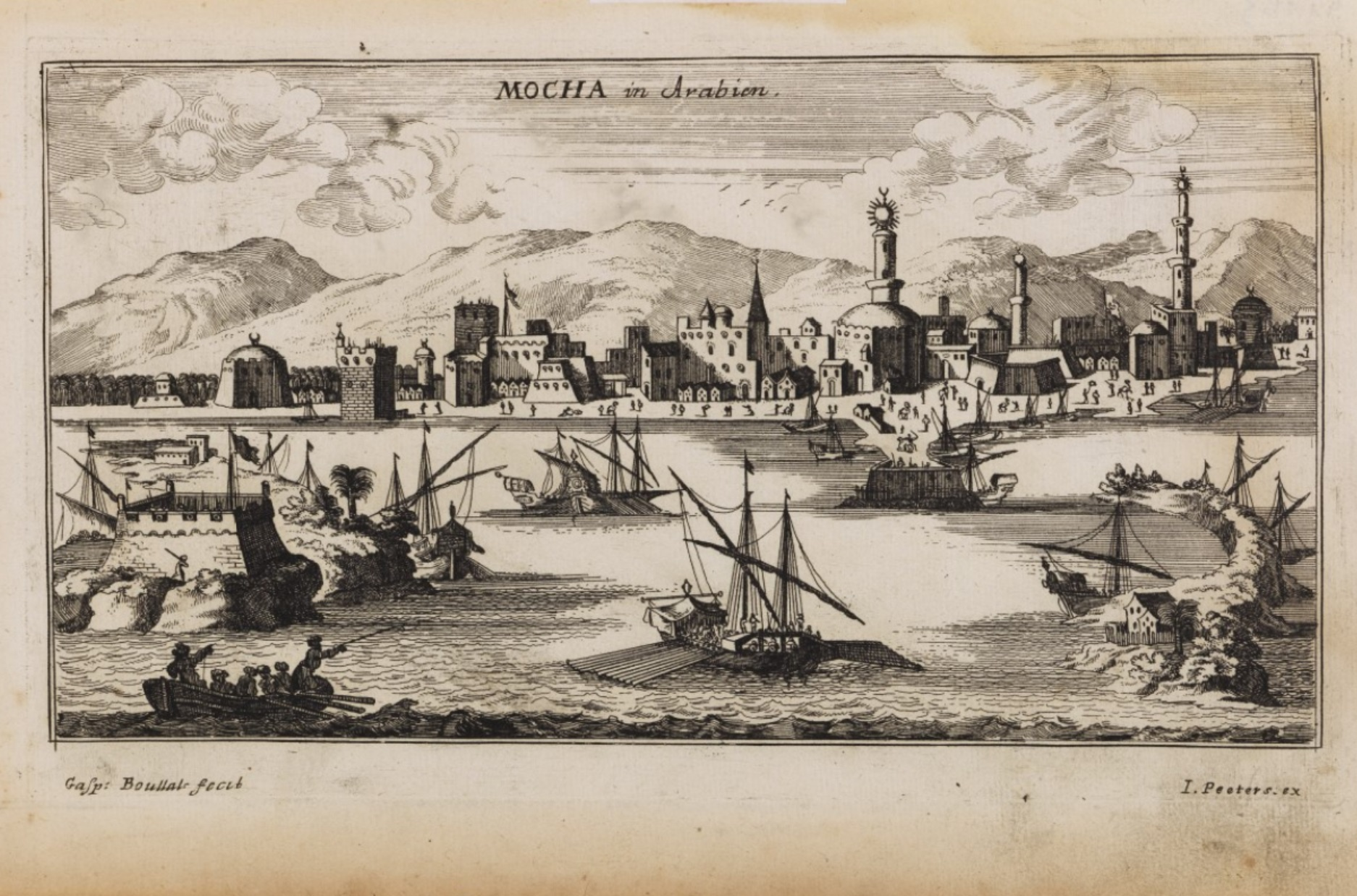
Moca fue el puerto más activo de Yemen en los siglos 17 y 18.

En 1632, Al-Mu'ayyad Muhammad envió una fuerza expedicionaria de 1000 hombres para conquistar La Meca. El ejército entró triunfante en la ciudad y mató a su gobernador. Los otomanos no estaban listos para perder La Meca después de Yemen, por lo que enviaron un ejército desde Egipto para luchar contra los yemenitas Al ver que el ejército turco era demasiado numeroso para vencerlo, el ejército yemení se retiró a un valle en las afueras de La Meca. 
Las tropas otomanas atacaron a los yemeníes escondiéndose en los pozos que les abastecían de agua. Este plan se llevó a cabo con éxito, causando a los yemeníes más de 200 bajas, la mayoría por sed. Los miembros de la tribu finalmente se rindieron y regresaron a Yemen.
Para 1636, los miembros de la tribu Zaydi habían expulsado a los otomanos del país por completo.
Al-Mu'ayyad Muhammad murió en 1644. Le sucedió Al-Mutawakkil Isma'il , otro hijo de al-Mansur al-Qasim , que conquistó Yemen en su totalidad, desde Asir en el norte hasta Dhofar en el este.

### Consolidación (siglos XVII-XVIII)
Durante el reinado de Al-Mutawakkil Isma'il y el de su sucesor, Al-Mahdi Ahmad (1676-1681), el imanato implementó algunas de las leyes discriminatorias más duras (ghiyar) contra los judíos de Yemen, que culminaron con la expulsión de todos los judíos. a una región cálida y árida en la llanura costera de Tihama. El estado qasimí fue el estado zaidí más fuerte que jamás haya existido.
A la muerte del imán en 1681, a su hijo Muhammad se le impidió asumir el imamato debido a las reconvenciones de familiares en Rada, Shaharah, Sa'dah y Mansura. Por mediación de los Ulama (eruditos religiosos), uno de ellos, al-Mu'ayyad Muhammad II, tomó el poder.
Al-Mu'ayyad Muhammad II no fue un líder belicoso, sino una personalidad ascética y profundamente religiosa que se dedicó al aprendizaje. El conocido erudito y escritor Muhammad ash-Shawkani lo consideró uno de los imanes más justos. Murió en 1686 en Hamman Ali en la región de Anis, posiblemente por envenenamiento. El imán fallecido fue enterrado en Jabal Dawran, al lado de su padre. Siete contendientes reclamaron la sucesión después de él en un período de sólo tres años; de estos, al-Mahdi Muhammad finalmente ganó el poder en 1689 después de una lucha violenta.

### Decadencia y partición (siglosXVIII-XIX)
El imanato no siguió un mecanismo cohesivo para la sucesión, y las disputas familiares y la insubordinación tribal llevaron al declive político de la dinastía qasimí en el siglo XVIII.
En 1728 o 1731, el principal representante de Lahij se declaró sultán independiente desafiando a la dinastía qasimí y conquistó Adén, estableciendo así el Sultanato de Lahij. En 1740, el sultán 'Abdali de Lahij se independizó por completo. Se independizó gracias a la fractura del Estado zaidí en el norte de Yemen.  El Sultanato de Lahij se convirtió en una entidad independiente, de 1728 a 1839.
El creciente poder del movimiento fervientemente islamista Wahhabi en la península arábiga le costó al estado Zaidí sus posesiones costeras después de 1803. El imán pudo recuperarlos temporalmente en 1818, pero una nueva intervención del virrey otomano de Egipto en 1833 volvió a arrebatarle la costa al gobernante de Saná. Después de 1835, el imanato cambió de manos con gran frecuencia y algunos imanes fueron asesinados. Después de 1849, la política zaidí se sumió en un caos que duró décadas.

## Economía
Durante este período, Yemen fue el único productor de café en el mundo. El país estableció relaciones diplomáticas con el Imperio safávida de Persia, los otomanos del Hiyaz, el Imperio mogol en India y Etiopía. Los Fasilides de Etiopía enviaron tres misiones diplomáticas a Yemen, pero las relaciones no se convirtieron en una alianza política como esperaba Fasilides, debido al ascenso de poderosos feudalistas en el país. En la primera mitad del siglo XVIII, los europeos rompieron el monopolio de Yemen sobre el café sacando cafetos de contrabando y cultivándolos en sus propias colonias en las Indias Orientales, África Oriental, las Indias Occidentales y América Latina.

## Lista de imanes de Yemen de 1597 a 1918
- Al-Mansur al-Qasim/al-Mansur al-Qasim ben Ali 1597–1620
- al-Mu'ayyad Muhammad I 1620–1644
- al-Mutawakkil Isma'il 1644–1676
- al-Mahdi Ahmad bin al-Hasan 1676–1681
- al-Mu'ayyad Muhammad II 1681–1686
- al-Mahdi Muhammad 1687–1718
- al-Mansur al-Husayn I bin al-Qasim 1716–1720
- al-Mutawakkil al-Qasim bin al-Hasan 1716–1727
- an-Nasir Muhammad (Zaidi imam) bin Ishaq 1723, murió en 1754
- al-Mansur al-Husayn II 1727–1748
- al-Mahdi Abbas 1748–1775
- al-Mansur Ali I 1775–1809
- al-Mutawakkil Ahmad 1809–1816
- al-Mahdi Abdallah 1816–1835
- al-Mansur Ali II 1835–1837, murió en 1871
- an-Nasir Abdallah bin al-Hasan bin Ahmad 1837–1840
- al-Hadi Muhammad 1840–1844
- al-Mansur Ali II 1844–1845
- al-Mutawakkil Muhammad bin Yahya 1845–1849
- al-Mansur Ali II 1849–1850
- al-Mansur Ahmad bin Hashim 1849–1853
- al-Mu'ayyad Abbas bin Abd ar-Rahman 1850
- al-Mansur Ali II 1851
- al-Hadi Ghalib 1851–1852, murió en 1885
- al-Mansur Muhammad bin Abdallah 1853–1890
- al-Mutawakkil al-Muhsin bin Ahmad 1855–1878
- al-Hadi Ghalib 1858–1872
- al-Mansur al-Husayn III bin Muhammad bin al-Hadi 1859–1863, murió en 1888
- al-Hadi Sharaf ad-Din bin Muhammad bin Abd ar-Rahman 1878–1890
- al-Mansur Muhammad bin Yahya Hamid ad-Din 1890–1904
- Yahya Mohammed Hamid ed-Din|al-Mutawakkil Yahya Muhammad Hamid ad-Din 1904–1948